# Witold Kiełtyka
Witold Kiełtyka, detto Vitek (Krosno, 24 gennaio 1984 – Novozybkov, 2 novembre 2007), è stato un batterista polacco.
Batterista e percussionista della band technical death metal Decapitated e fratello minore del musicista Wacław "Vogg" Kiełtyka, ha militato nella band sin dalla sua formazione nel 1996, inoltre ha fatto parte anche dei Dies Irae e dei Panzer X.

## La morte
Il 29 ottobre 2007, mentre stavano viaggiando verso Homel', in Bielorussia, nell'ambito di un tour est europeo, i Decapitated rimangono coinvolti in un incidente. Il loro tour bus si scontra con un camion trasportante legno, causando gravi ferite a Vitek e al cantante Adrian Kowanek.

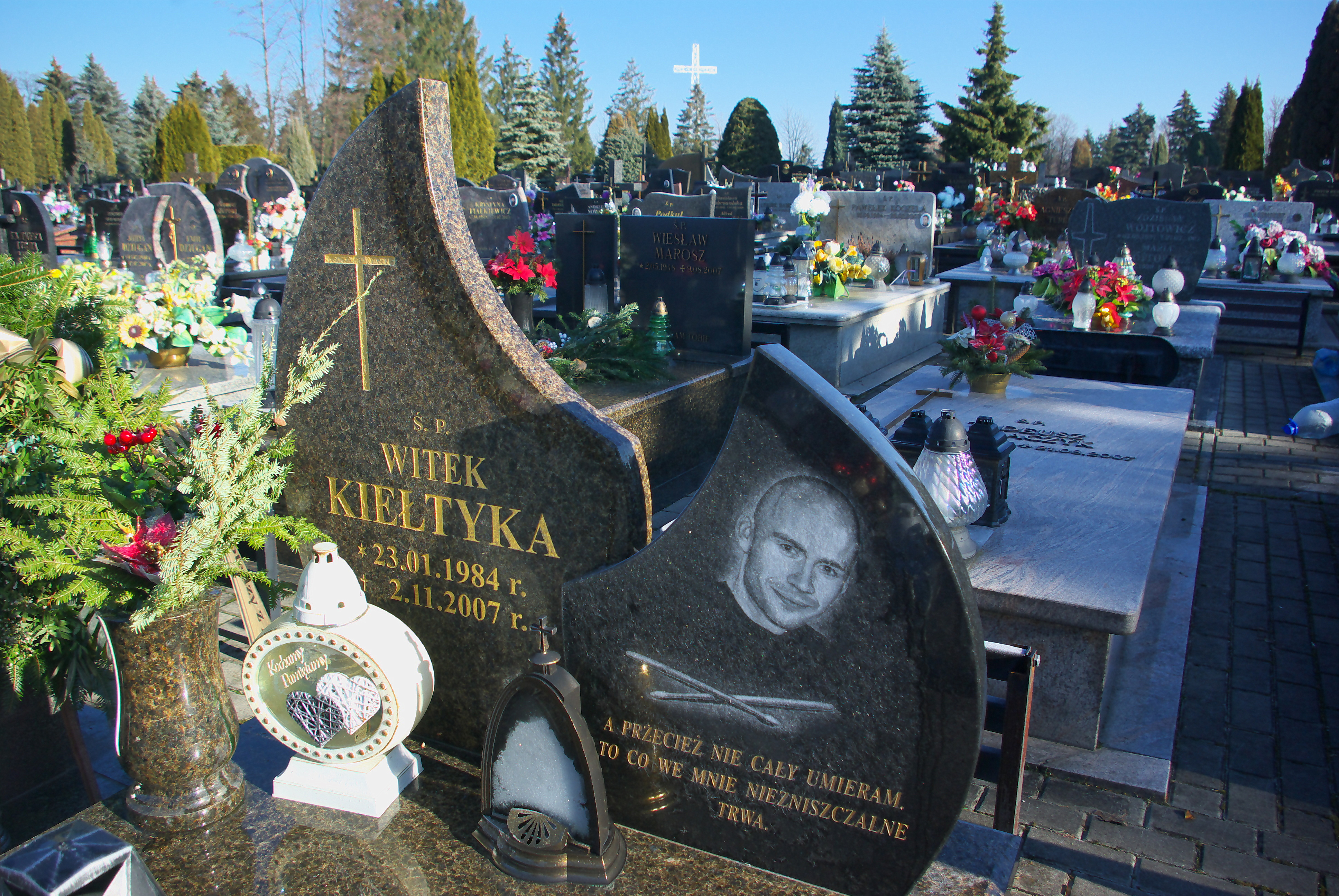
Tomba di Witold Kiełtyka

I due musicisti vengono portati all'ospedale di Novozybkov in Russia. Il 1º novembre i familiari comunicano che le condizioni di Kowanek sono in miglioramento, mentre Vitek deve essere sottoposto ad una trapanazione, un intervento al cranio, e che per questo deve essere trasportato all'ospedale di Cracovia, Polonia, per ulteriori trattamenti. Aggravatesi le sue condizioni, Vitek muore il 2 novembre 2007 all'età di 23 anni.

## Discografia

### Con i Decapitated
- 1997 - Cemeterial Gardens Demo
- 1998 - The Eye of Horus Demo
- 2000 - Winds of Creation
- 2000 - Polish Assault Split album
- 2000 - The First Damned Compilation
- 2002 - Nihility
- 2004 - The Negation
- 2006 - Organic Hallucinosis

### Con i Panzer X
- 2006 - Steel Fist